# Biserica „Adormirea Maicii Domnului” a Ungurenilor din Fântânele
Biserica „Adormirea Maicii Domnului” a Ungurenilor din Fântânele este un monument istoric aflat pe teritoriul satului Fântânele, comuna Fântânele. Biserica este ctitoria clucerului Enuță Crăciunescu, a soției acestuia Casandra și a ginerelui lor Nicolae Pâcleanu. În lipsa unei pisanii disparută astăzi, datarea a fost precizata prin studii istorice în jurul anilor 1749-1750.

## Galerie

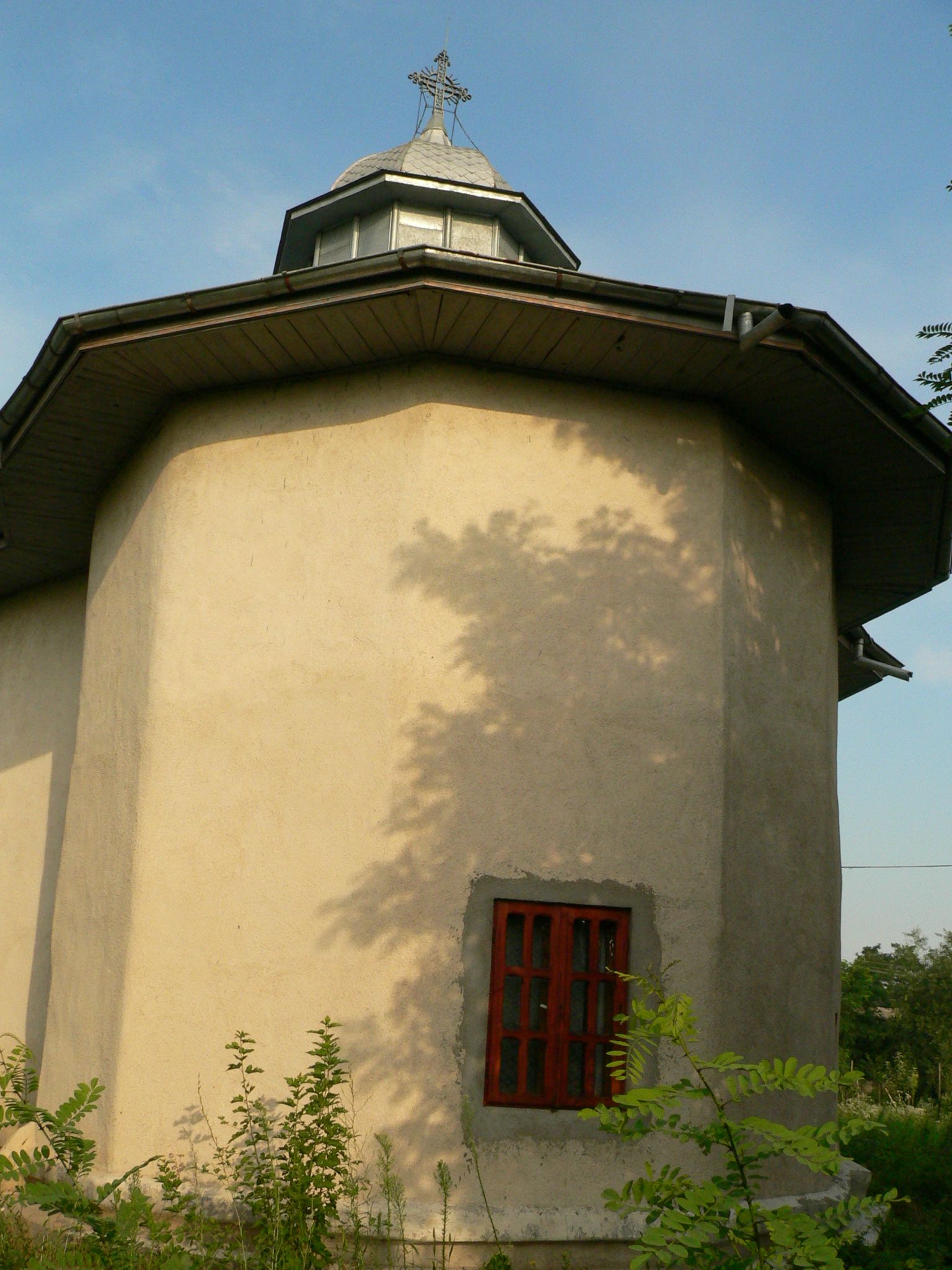
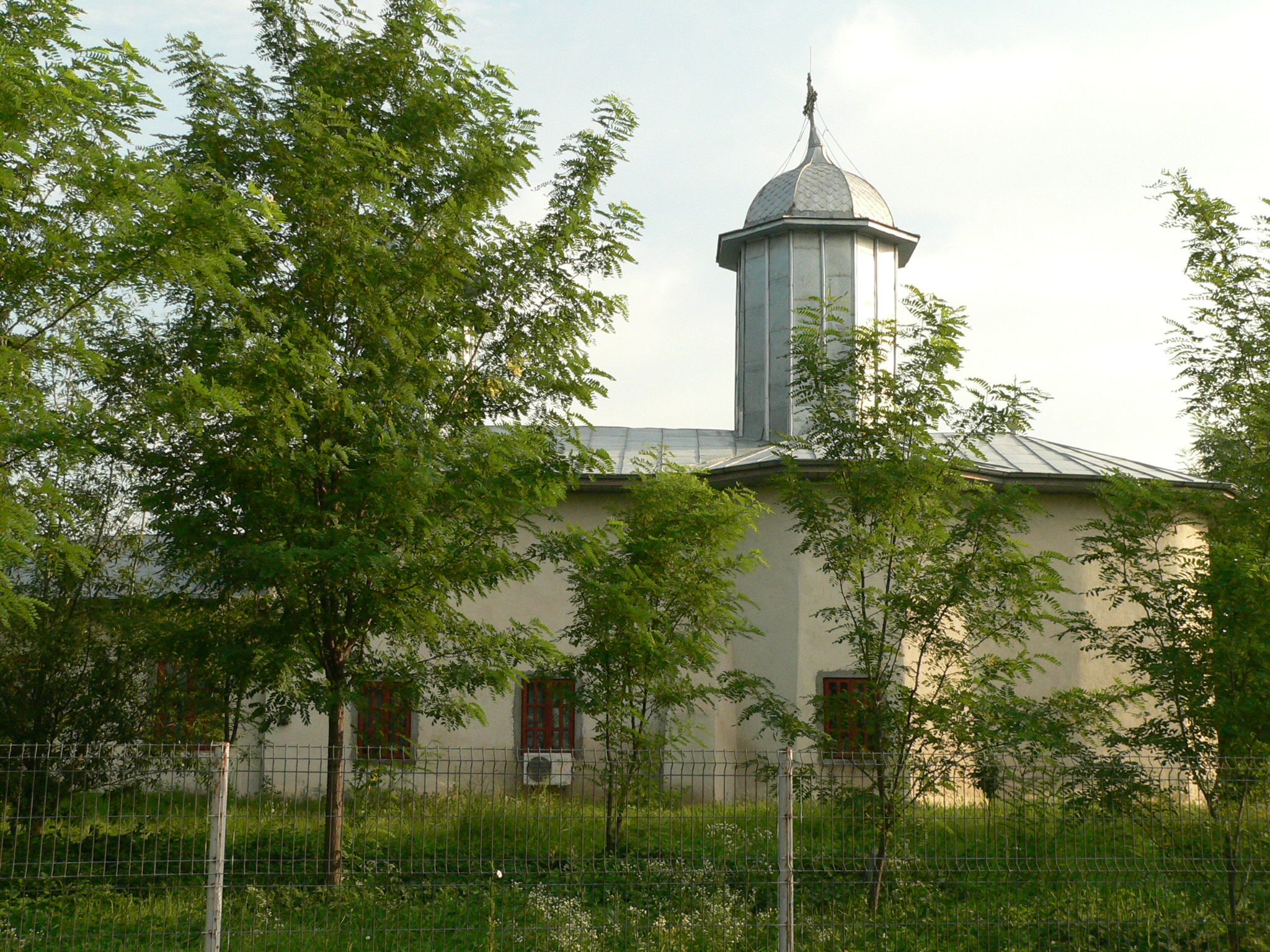
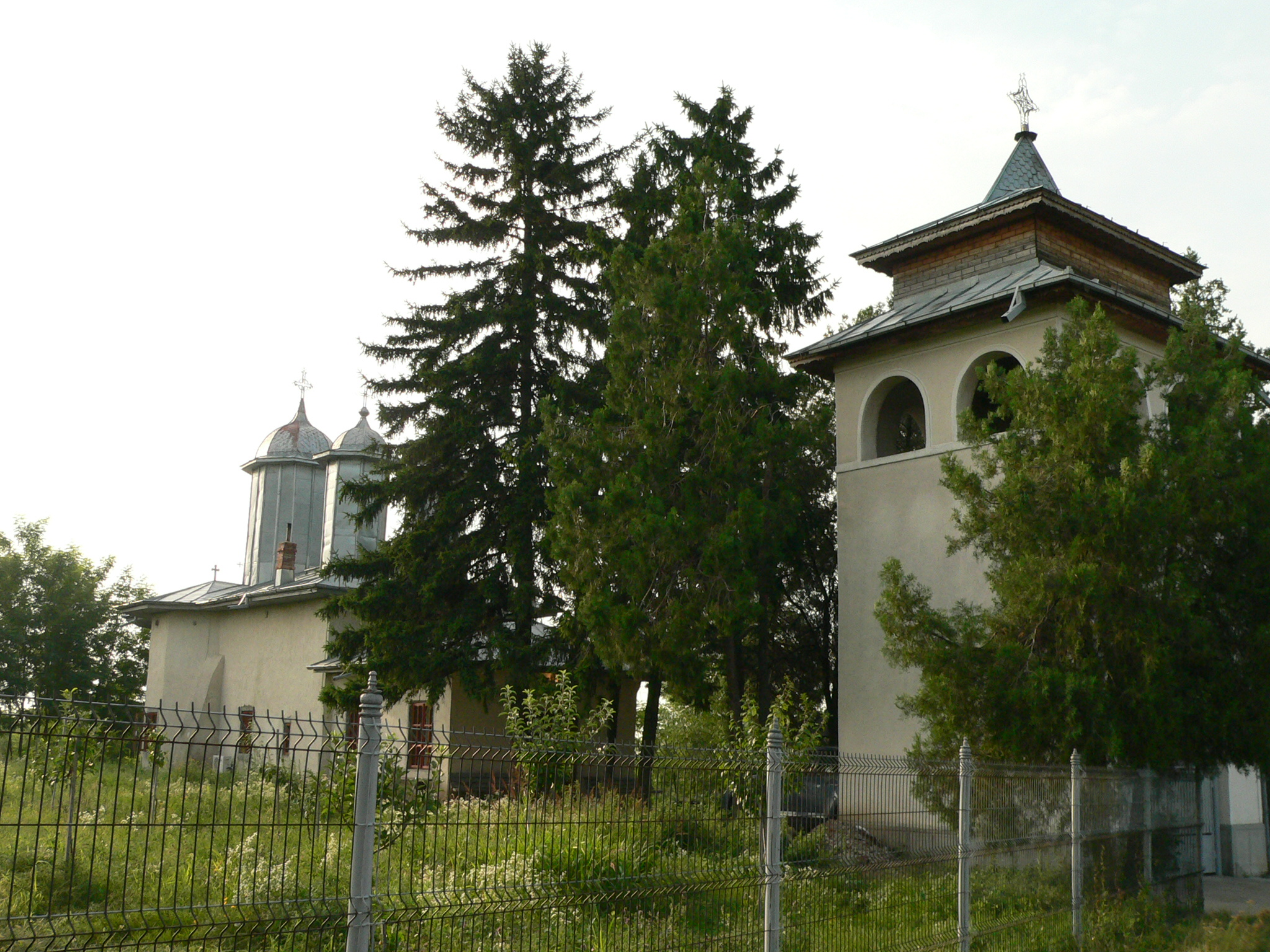
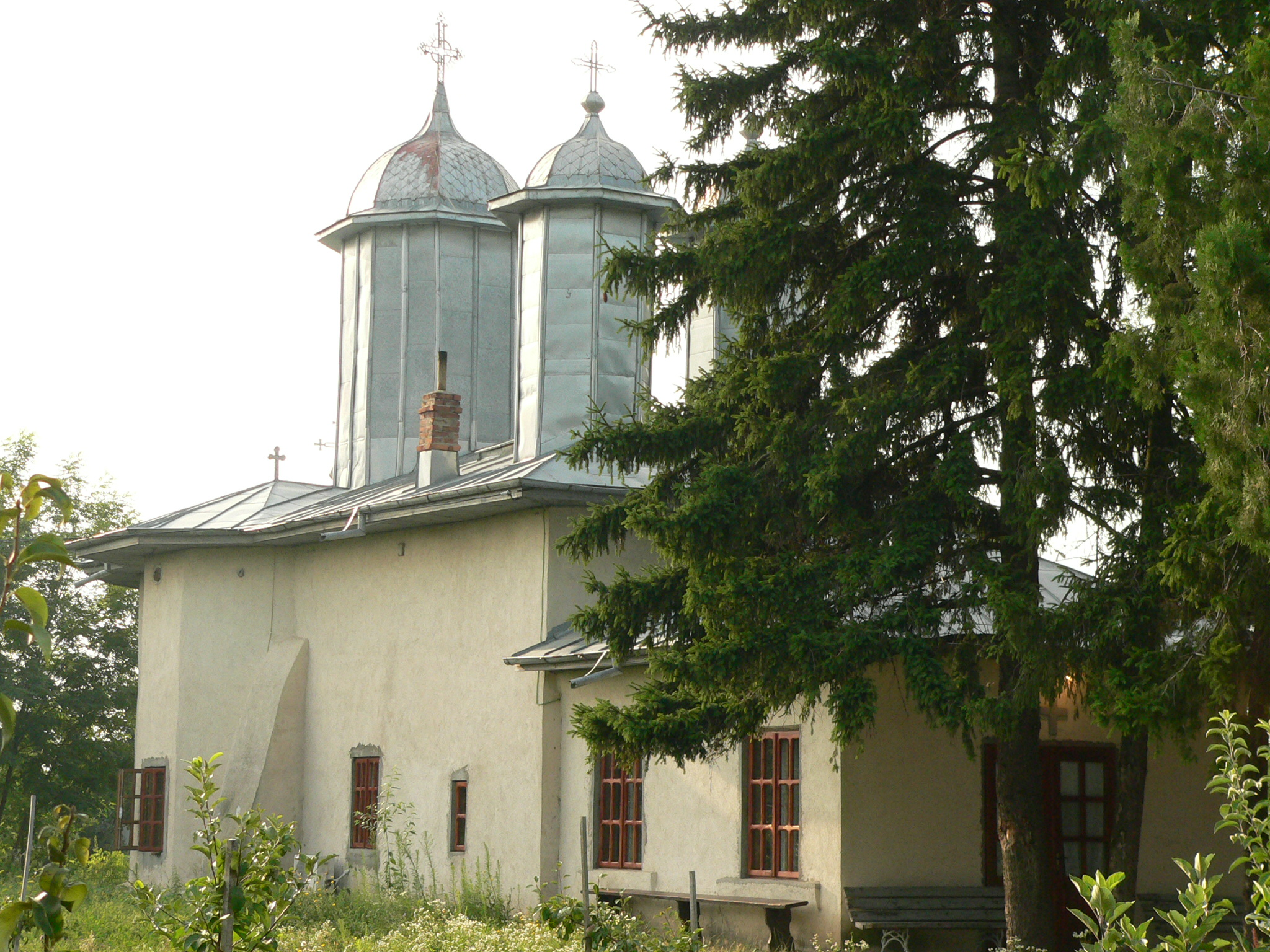
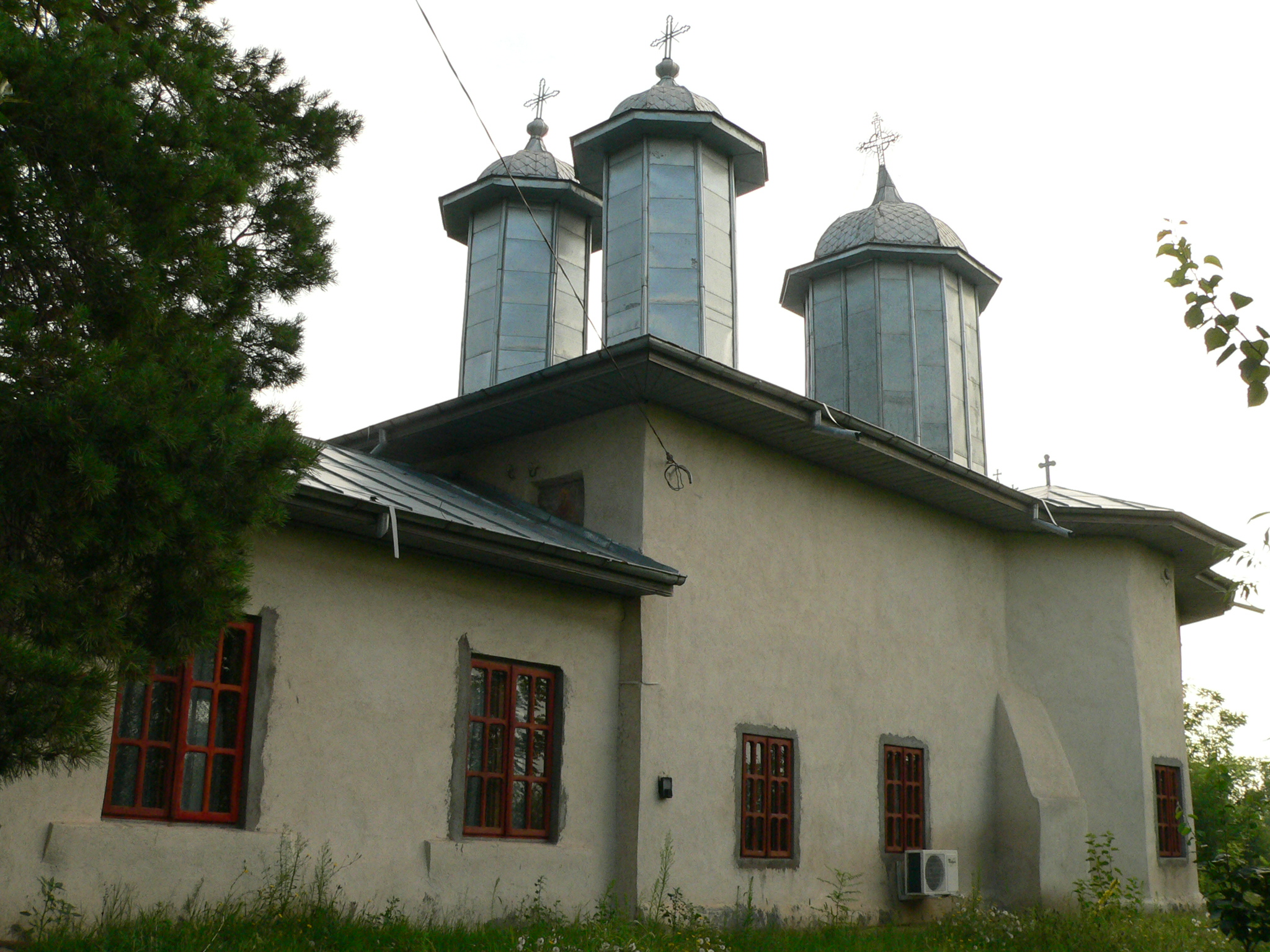